# Suhpalacsa caledon
Suhpalacsa caledon is een insect uit de familie van de vlinderhaften (Ascalaphidae), die tot de orde netvleugeligen (Neuroptera) behoort. 
Suhpalacsa caledon is voor het eerst wetenschappelijk beschreven door McLachlan in 1871.